# Geofagie

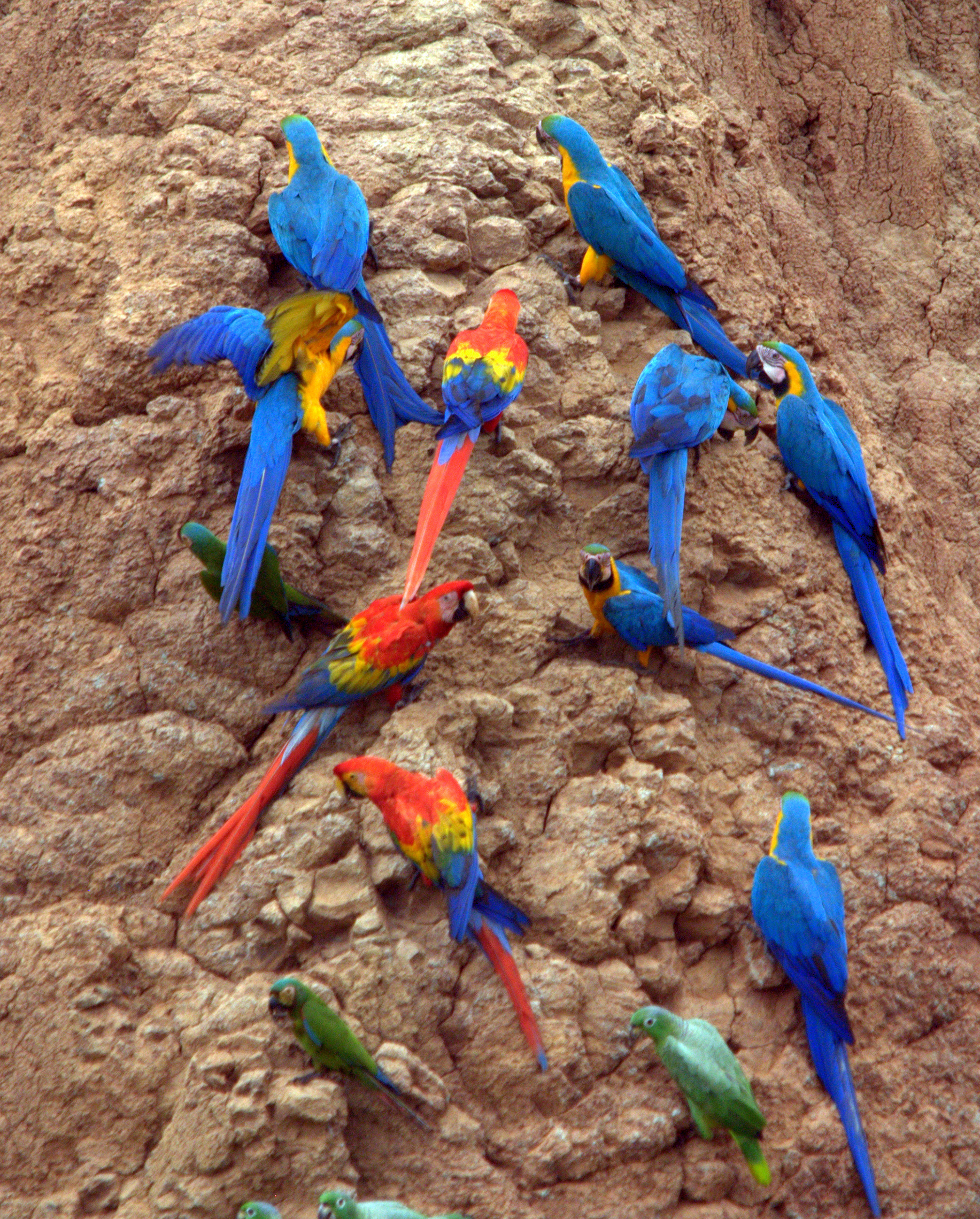
Geofagia este bine observată în rândul păsărilor.

Geofagia (din greacă: geo - pământ și phagein - a mânca) reprezintă acțiunea de a mânca pământ sau substanțe ale solului.